# Iglesia de la Asunción de Nuestra Señora (Gordoa)
La iglesia de la Asunción de Nuestra Señora es un edificio situado en el concejo español de Gordoa, en la provincia de Álava.

## Descripción
El edificio se encuentra en el concejo español de Gordoa, del municipio de Aspárrena, perteneciente a la provincia de Álava, en la comunidad autónoma del País Vasco. Se menciona como iglesia parroquial del lugar en el octavo volumen del Diccionario geográfico-estadístico-histórico de España y sus posesiones de Ultramar de Pascual Madoz, donde aparece descrita con las siguientes palabras: «igl. parr. (la Asuncion) servida por dos beneficiados, uno de ellos con título de cura, y por un sacristan».